# Port lotniczy San Jose (Mindoro)
Port lotniczy San Jose (IATA: SJI, ICAO: RPUH) – port lotniczy położony w San Jose, w prowincji Occidental Mindoro, na Filipinach.

## Linie lotnicze i połączenia
| Linia Lotnicza | Kierunek                     |
| -------------- | ---------------------------- |
| Cebgo          | 1. Manila (do 29 marca 2025) |
| Cebu Pacific   | 1. Manila (od 30 marca 2025) |